# غنا
غَنا (به انگلیسی: Ghana) (تلفظ: ‎i‎/ˈɡɑːnə/‎) با نام رسمی جمهوری غنا، کشوری در غرب آفریقا است. این کشور از جنوب به خلیج گینه و اقیانوس اطلس نزدیک است و با ساحل عاج در غرب، بورکینافاسو در شمال، و توگو در شرق مرز مشترک دارد. غنا مساحتی بالغ بر ۲۳۸٬۵۳۵ کیلومتر مربع (۹۲٬۰۹۹ مایل مربع) دارد.
این کشور زیست‌بومهای متنوعی را دربر می‌گیرد که از ساوان‌های ساحلی تا جنگل‌های بارانی استوایی را شامل می‌شود. با بیش از ۳۱ میلیون نفر، غنا پس از نیجریه دومین کشور پرجمعیت در غرب آفریقا است. پایتخت و بزرگ‌ترین شهر این کشور آکرا است. شهرهای بزرگ دیگر عبارتند از کوماسی، تامالی و سکوندی-تاکورادی.
اولین حکومت در غنای کنونی دولت بونو در سدهٔ یازدهم میلادی بود. پادشاهی‌ها و امپراتوری‌های متعددی در طول قرن‌ها پدید آمدند که قدرتمندترین آنها پادشاهی دگبون در شمال و امپراتوری آشانتی در جنوب بودند. در آغاز سدهٔ پانزدهم، امپراتوری پرتغال، و به دنبال آن بسیاری از قدرت‌های اروپایی دیگر، برای کسب حق تجارت در این منطقه با یکدیگر درگیر بودند، تا اینکه بریتانیا در نهایت کنترل ساحل را در اواخر سدهٔ نوزدهم به دست آورد. به دنبال بیش از یک قرن استعمار، مرزهای فعلی غنا شکل گرفت و چهار قلمرو مستعمرهٔ بریتانیا را در بر می‌گرفت: ساحل طلا، آشانتی، قلمروهای شمالی و توگولند بریتانیا. این مستعمره‌ها در ۶ مارس ۱۹۵۷ به عنوان یک قلمروی مستقل امپراتوری بریتانیا در اتحادیهٔ کشورهای مشترک‌المنافع متحد شدند و به اولین مستعمره در آفریقای سیاه تبدیل شدند که به حاکمیت مستقل دست یافتند. غنا متعاقباً بر استعمارزدایی و جنبش پان‌آفریقا تأثیرگذار شد.
با ورود پرتغالی‌ها در سده پانزدهم و نفوذ استعماری آنان و سایر اروپائیان، این ممالک از هم پاشیده شد و توسط آن‌ها تجارت برده و طلا رونق یافت. غنا در عهد استعمار به ساحل طلا مشهور بود. پس از پرتغالی‌ها، بریتانیایی‌ها آغاز به دست اندازی و تأسیس پایگاه‌های بازرگانی دیگری درغنا نمودند و رفته‌رفته شهرهایی در پیرامون آن‌ها ایجاد شد. در سال ۱۸۷۴ میلادی، بریتانیا مستعمره فرمان‌گذار ساحل طلا را تأسیس کرد و پس از ستیزهای طولانی، پادشاهی آشانتی و سرزمین‌های شمالی واقع در شمال آشانتی را نیز تحت‌الحمایه خود اعلام کرد. پس از جنگ جهانی اول، بخشی از توگولند آلمان که به قیمومیت بریتانیا داده شده بود، از لحاظ اداری ضمیمه ساحل طلا گردید.
در اواخر دهه پنجم سدهٔ گرایش‌های استقلال‌طلبانه مردم ساحل طلا منجر به چند شورش ملی شد. در سال ۱۹۵۱ بریتانیا قانون اساسی تازه‌ای به این مستعمره اعطا کرد که برطبق آن، نوعی خودمختاری در امور داخلی به این مستعمره داده شد و به‌دنبال آن اولین انتخابات عمومی برگزار گردید. در این انتخابات قوام نکرومه رهبر حزب ملی خلق به نخست‌وزیری رسید.
در مارس سال ۱۹۵۷ میلادی، ساحل طلا با نام تازه غنا استقلال یافت و از کشورهای همسود بریتانیای بزرگ و دارای حکومت فرمانداری کل گردید. قوام نکرومه در مقام نخست‌وزیری این کشور باقی‌ماند.
در ماه ژوئیه سال۱۹۶۰ نوع حکومت این کشور به همت قوام نکرومه تبدیل به جمهوری شد و خود نکرومه قدرت را دست گرفت. در سال ۱۹۵۹ غنا با گینه، اتحادیه ممالک مستقل آفریقایی و در سال ۱۹۶۱ با گینه و مالی اتحادیه ممالک آفریقایی را به منظور همکاری کشورهای عضو در زمینه‌های نظامی، اقتصادی و اشتراک نظر در سیاست خارجی به وجود آورد که عملاً دوامی نیافت.
غنا کشوری چند قومی با جمعیتی متشکل از گروه‌های زبانی و مذهبی متنوع است. در حالی که آکان‌ها بزرگ‌ترین گروه قومی این کشور را تشکیل می‌دهند، اما در اکثریت نیستند. اکثریت قریب به اتفاق غنایی‌ها مسیحی (۷۱٫۳٪) هستند و حدود یک پنجم آنها مسلمان و یک دهم آنها پیرو ادیان سنتی هستند. غنا یک حکومت متمرکز لیبرال است که رئیس‌جمهور هم رئیس کشور است و هم رئیس دولت. از سال ۱۹۹۳، این کشور یکی از آزادترین و باثبات‌ترین دولت‌ها را در قارهٔ آفریقا حفظ کرده است و از نظر معیارهای مراقبت‌های بهداشتی، رشد اقتصادی و توسعهٔ انسانی عملکرد نسبتاً خوبی دارد. در نتیجه غنا از نفوذ قابل توجهی در غرب آفریقا برخوردار است، و به شدت در امور بین‌المللی ادغام شده و عضوی از جنبش عدم تعهد، اتحادیه آفریقا، جامعه اقتصادی کشورهای غرب آفریقا، گروه ۲۴ و اتحادیه کشورهای مشترک‌المنافع است.

## نام
ریشه‌شناسی نام غنا به معنای «پادشاه جنگجویِ قوی» است و عنوانی بود که به پادشاهان قرون وسطایی امپراتوری غنا در غرب آفریقا اعطا می‌شد، که نباید با غنای امروزی اشتباه شود، زیرا این امپراتوری در شمال کشورهای امروزی مالی، و سنگال، و در جنوب موریتانی قرار داشت. غنا به دلیل استفادهٔ زیاد از طلا معروف بود و از این رو در طی تجارت صحراگذر، توسط عرب‌ها «سرزمین طلا» نام گرفت.

## تاریخ

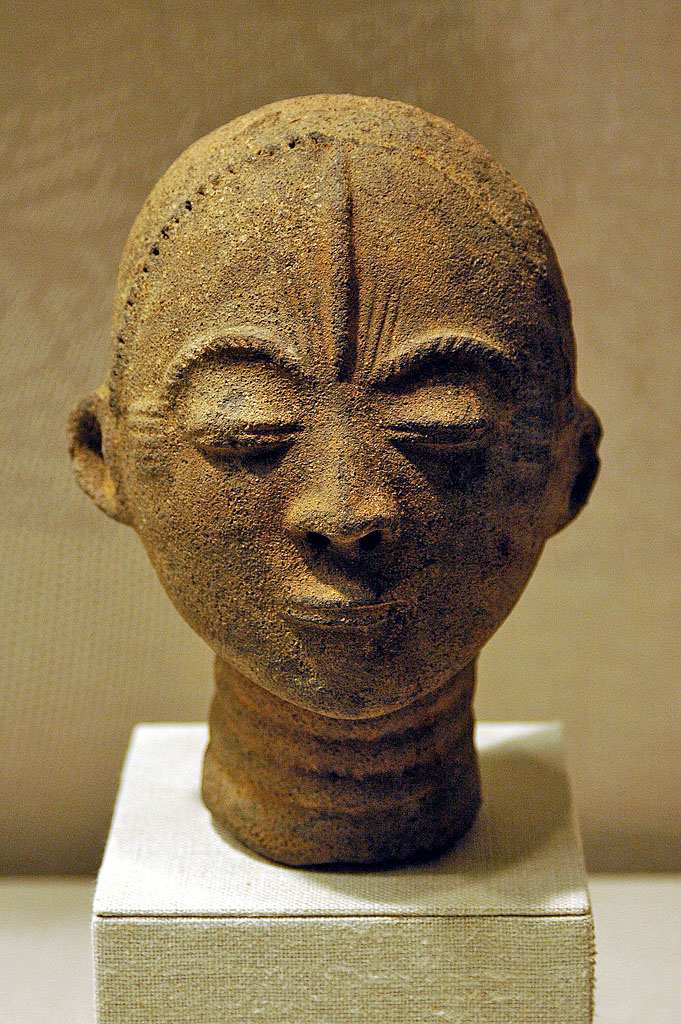
سردیس سفالی از مردم آکان متعلق به سدهٔ شانزدهم در موزه متروپولیتن هنر

### پادشاهی‌های قرون وسطی
اکثر مناطق غنای کنونی در قرون وسطی و عصر کاوش توسط اقوام مختلف مسکون بودند.
اولین پادشاهی‌های شناخته‌شدهٔ که در غنای امروزی پدیدار شدند، دولت‌های مول-داگبانی بودند. مول-داگبانی‌ها که سوارکار بودند، از بورکینافاسوی امروزی تحت رهبری نا گبوا به غنا آمدند. آنها با سلاح‌های پیشرفتهٔ خود و بر اساس یک اقتدار مرکزی، به راحتی به سرزمین‌های مردم محلی که تحت فرمان «تندامبا» (کاهنان خدای زمین) بودند، حمله کردند و این مناطق را اشغال کردند، و خود را حاکمان این منطقه نامیدند. مرگ نا گبوا باعث جنگ داخلی در بین فرزندان او شد که برخی از آنها از هم جدا شدند و دولت‌های جداگانه‌ای از جمله داگبون، ممپروگو، موسی، نانومبا و والا را تشکیل دادند.
اگرچه منطقهٔ غنای کنونی در غرب آفریقا جابجایی‌های جمعیتی زیادی را تجربه کرده است، مردمان آکان در اواخر سدهٔ پانزدهم شروع به نقل مکان به این منطقه کردند. در اوایل سدهٔ شانزدهم، آکان‌ها در ایالت آکان به نام بونومان که استان برونگ-آهافو به همین دلیل نامگذاری شده است، مستقر شدند.
از سدهٔ سیزدهم، آکان‌ها از منطقه‌ای که اعتقاد بر این است که منطقهٔ بونومان بوده است، مهاجرت کردند و چندین ایالت آکان را ایجاد کردند که دلیل مهاجرت آنها عمدتاً مبتنی بر تجارت طلا بود. این ایالت‌ها شامل بونومان (استان برونگ-آهافو)، آشانتی (استان آشانتی)، دنکیرا (منطقهٔ مرکزی)، پادشاهی مانکسیم (منطقهٔ غربی)، و اکوامو (منطقه شرقی) بودند. در سدهٔ نوزدهم، قلمرو بخش جنوبی غنا در پادشاهی آشانتی جای داشت.
دولت پادشاهی آشانتی ابتدا به عنوان یک شبکهٔ سست و در نهایت به عنوان یک پادشاهی متمرکز با بوروکراسی پیشرفته و بسیار تخصصی عمل کرد که مرکز آن در کوماسی قرار داشت. پیش از تماس آکان‌ها با اروپایی‌ها، مردم آکان اقتصاد پیشرفته‌ای را ایجاد کرده بودند که اساساً بر پایهٔ طلا و شمش طلابود.
گا-دانگمه و اِوه از جنوب غربی نیجریه به دلیل فشار ناشی از جنگ‌های بی‌وقفهٔ قبیله‌ای به سمت غرب مهاجرت کردند.
گا-دانگمه منطقهٔ آکرای بزرگ و بخش‌هایی از منطقهٔ شرقی را اشغال کردند در حالی که اِوه‌ای‌ها در منطقهٔ ولتا و همچنین کشورهای همسایه، توگو و بنین یافت می‌شوند.

### تماس با اروپایی‌ها

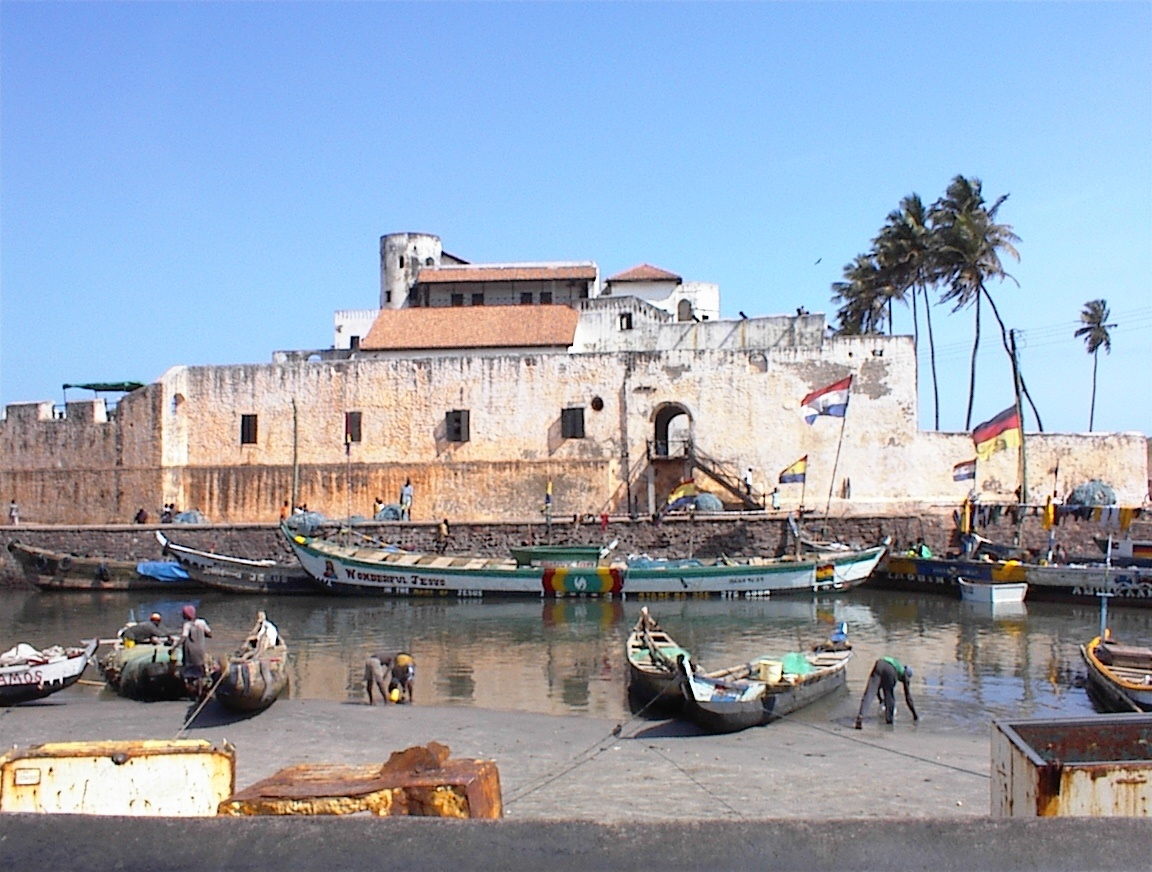
پرتغالی‌ها ساحل طلای پرتغالی را با ساخت دژ المینا ("Castelo da Mina") توسط Diogo de Azambuja در سال ۱۴۸۲ تأسیس کردند و آن را به قدیمی‌ترین معماری استعماری در آفریقای سیاه تبدیل کردند.

تجارت آکان‌ها با کشورهای اروپایی پس از تماس با پرتغالی‌ها در سدهٔ پانزدهم آغاز شد. تماس با پرتغالی‌ها، که در سدهٔ پانزدهم برای تجارت به ساحل طلا رفته بودند، برای دسترسی گسترده به طلا انجام شده‌بود. پرتغالی‌ها یک اقامتگاه تجاری در یک شهرک ساحلی به نام آنومانسا ساختند که نام آن را اِلمینا گذاشتند.
در سال ۱۴۸۱، پادشاه ژوآئو دوم دیوگو د آزامبوجا را مأمور ساخت دژ المینا کرد که در عرض سه سال تکمیل شد. در سال ۱۵۹۸، هلندی‌ها در تجارت طلا به پرتغالی‌ها پیوستند و ساحل طلای هلند (Nederlandse Bezittingen ter Kuste van Guinea) را تأسیس کردند و قلعه‌هایی در کومندا و کورمانتسی ساختند. در سال ۱۶۱۷، هلندی‌ها قلعهٔ اولنینی و آکسیم را در سال ۱۶۴۲ (فور سنت آنتونی) از پرتغالی‌ها گرفتند.
سایر تاجران اروپایی تا اواسط سدهٔ هفدهم به تجارت طلا ملحق شده بودند، از جملهٔ مهم‌ترین آنها سوئدی‌ها، که ساحل طلای سوئد (Svenska Guldkusten) و دانمارک-نروژ که ساحل طلای دانمارک (Danske Guldkyst یا Dansk Guinea) را تأسیس کردند. بازرگانان پرتغالی که تحت تأثیر منابع طلای این منطقه قرار گرفته بودند، آن را "Costa do Ouro" یا «ساحل طلا» نامیدند. همچنین در آغاز سدهٔ هفدهم، علاوه بر تجارت طلا، تاجران پرتغالی، هلندی، انگلیسی و فرانسوی نیز در تجارت برده در اقیانوس اطلس در این منطقه شرکت داشتند.

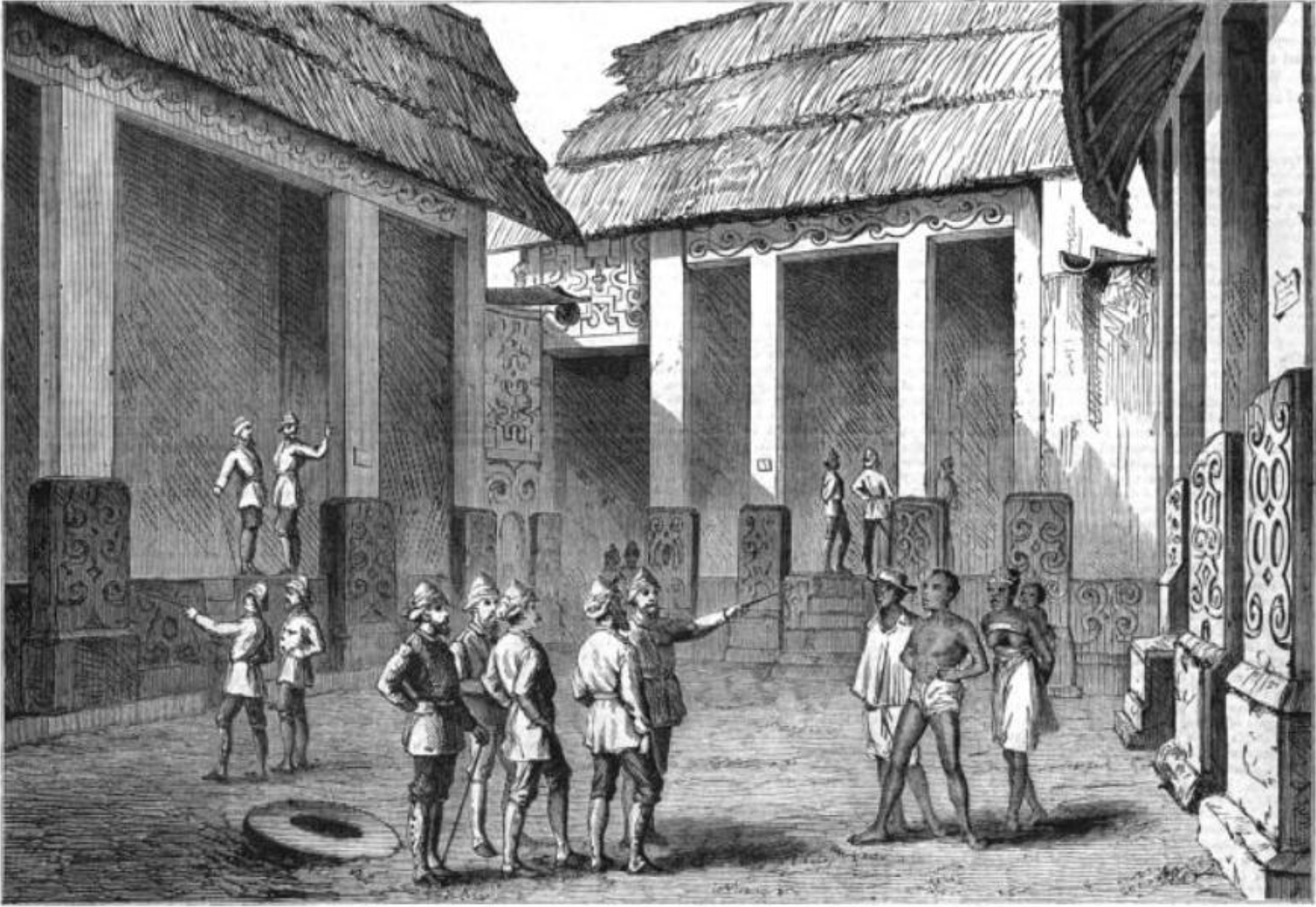
در طول جنگ‌های آنگلو-آشانتی نیروهای بریتانیایی کاخ رئیس فومنا را در مسیر کوماسی در سال ۱۸۷۴ غارت کردند.

بیش از سی قلعه و پادگان توسط پرتغالی‌ها، سوئدی‌ها، دانمارکی-نروژی‌ها، هلندی‌ها و بازرگانان آلمانی ساخته شد. آلمانی‌ها ساحل طلای آلمان را ساختند. در سال ۱۸۷۴ بریتانیا کنترل برخی از نقاط کشور را به دست گرفت و به این مناطق وضعیت مستعمرهٔ بریتانیا را داد. درگیری‌های نظامی بسیاری میان بریتانیا و دولت‌های محلی مختلف آکان روی داد. آکان‌های پادشاهی آشانتی در ۱۰۰ سال طولانی جنگ‌های آنگلو-آشانتی چند بار بریتانیا را شکست داددند، اما در نهایت با جنگ کرسی طلایی در اوایل دههٔ ۱۹۰۰ شکست خوردند.

### گذار به استقلال
در سال ۱۹۴۷، کنوانسیون ساحل طلای متحد (UGCC) به رهبری  «شش بزرگ» که به تازگی تشکیل شده بود، خواستار «خودگردانی در کوتاه‌ترین زمان ممکن» شد. قوام نکرومه، ملی‌گرای غنائی که از سال ۱۹۵۷ تا ۱۹۶۶ به عنوان اولین نخست‌وزیر و رئیس‌جمهور غنا را رهبری کرد، در سال ۱۹۴۹ با شعار «اکنون خودگردانی» حزب خلق کنوانسیون (CPP) را تشکیل داد. این حزب کمپین «اقدام مثبت» را آغاز کرد که شامل اعتراضات غیر خشونت‌آمیز، اعتصاب و عدم همکاری با مقامات بریتانیا بود. نکرومه در این مدت دستگیر و به یک سال حبس محکوم شد. در انتخابات عمومی فوریهٔ ۱۹۵۱، او به عضویت پارلمان انتخاب شد و از زندان آزاد گردید. او در سال ۱۹۵۲ نخست‌وزیر ساحل طلایی شد و زیرساخت‌های کشور را بهبود بخشید و سیاست‌های آفریقایی کردن او فرصت‌های شغلی بهتری را برای مردم غنا ایجاد کرد.
در نیمه‌شب ۶ مارس ۱۹۵۷ ساحل طلایی، آشانتی، قلمروهای شمالی و توگولند بریتانیا به عنوان یک واحد مستقل سیاسی در داخل اتحادیه کشورهای مشترک‌المنافع تحت نام غنا متحد شدند. این کار تحت قانون استقلال غنا ۱۹۵۷ انجام شد. پرچم غنای کنونی، متشکل از رنگ‌های قرمز، طلایی، سبز و ستارهٔ سیاه، به همین اتحاد بازمی‌گردد. این پرچم توسط تهودوشا کو طراحی شده بود ک رنگ قرمز نشان‌دهندهٔ خونی است که برای استقلال ریخته شد، طلا نشان‌دهندهٔ ثروت غنا، رنگ سبز نماد چمن‌زارهای سرسبز غنا و ستارهٔ سیاه نماد غنایی‌ها است.
در ۱ ژوئیهٔ ۱۹۶۰، پس از رفراندم قانون اساسی و انتخابات ریاست جمهوری، نکرومه غنا را به عنوان یک جمهوری اعلام کرد و ریاست جمهوری را بر عهده گرفت. ۶ مارس، روز استقلال این کشور است و ۱ ژوئیه اکنون به عنوان روز جمهوری جشن گرفته می‌شود.
نکرومه اولین رئیس دولت آفریقایی بود که مفهوم جنبش پان‌آفریقا را ترویج کرد. او در طول تحصیل در دانشگاه لینکلن، با این جنبش آشنا شده بود. نکرومه آموزه‌های مارکوس گاروی، مارتین لوتر کینگ جونیور و ئی.بی. دیو بویس را ادغام کرد.

### عملیات ضربت سرد و عواقب آن
دولت نکرومه با یک کودتا توسط نیروهای مسلح غنا با رمز «عملیات ضربت سرد» سرنگون شد. این کودتا در حالی رخ داد که نکرومه در خارج از کشور بود و برای کمک به خاتمهٔ جنگ ویتنام، در مأموریتی بی‌ثمر به هانوی در ویتنام رفته بود. در زمان کودتا، نکرومه با جئو ئن لای در جمهوری خلق چین به سر می‌برد. کودتا در ۲۴ فوریه ۱۹۶۶ به رهبری سرهنگ امانوئل کواسی کوتوکا و سرتیپ آکواسی صورت گرفت. متعاقب آن، شورای آزادی ملی (NLC) به ریاست سپهبد ژوزف آرتور آنکرا تشکیل شد.
مجموعه‌ای از دولت‌های نظامی و غیرنظامی که اغلب تحت تأثیر بی‌ثباتی‌های اقتصادی قرار داشتند، از سال ۱۹۶۶ تا ۱۹۸۱ بر غنا حکومت کردند و با به قدرت رسیدن جری راولینگز، دولت باثباتی در غنا تشکیل شد. این تغییرات منجر به تعلیق قانون اساسی غنا در سال ۱۹۸۱ و ممنوعیت احزاب سیاسی در غنا شد. اقتصاد به سرعت نزول کرد، بنابراین راولینگز بسیاری از سیاست‌های اقتصادی قدیمی را تغییر داد و رشد اقتصادی به زودی در اواسط دههٔ ۱۹۸۰ بهبود یافت. یک قانون اساسی جدید احیای نظام چندحزبی سیاسی در انتخابات ریاست جمهوری غنا در سال ۱۹۹۲ اعلام شد. راولینگزسپس به عنوان رئیس‌جمهور غنا انتخاب شد و دوباره در انتخابات عمومی ۱۹۹۶ برنده شد.
حدود ۱٫۰۰۰ تا ۲٫۰۰۰ نفر در جریان درگیری‌ها میان مردم کونکومبا و سایر گروه‌های قومی مانند نانومبا، داگومبا و گونجا کشته شدند، در حالی که ۱۵۰٫۰۰۰ نفر به عنوان بخشی از جنگ قبیله‌ای در منطقهٔ شمالی در سال ۱۹۹۴ آواره شدند.
در سال ۱۹۹۷، کوفی عنان به عنوان دبیرکل سازمان ملل متحد انتخاب شد و به اولین دبیرکل آفریقایی تبدیل شد.

## جغرافیا
غنا در خلیج گینه، تنها چند درجه در شمال استوا واقع شده است، بنابراین آب و هوای گرمی دارد. غنا مساحتی معادل ۲۳۸٬۵۳۵ کیلومتر مربع (۹۲٬۰۹۹ مایل مربع) دارد و دارای خط ساحلی اقیانوس اطلس است که ۵۶۰ کیلومتر (۳۵۰ مایل) در خلیج گینه و اقیانوس اطلس در جنوب آن امتداد دارد. غنا بین عرض جغرافیایی ۴ درجه و ۴۵ دقیقه و ۱۱ درجهٔ شمالی و طول جغرافیایی ۱ درجه و ۱۵ دقیقه و ۳ درجه و ۱۵ دقیقهٔ باختری قرار دارد. نصف‌النهار مبدأ از غنا می‌گذرد، به‌ویژه از بندر صنعتی تما.
علفزارهای آمیخته با ساحل جنوبی، درختچه‌زارها و جنگل‌ها در غنا غالب هستند، با جنگل‌هایی که از ساحل جنوب غربی غنا در خلیج گینه در اقیانوس اطلس به سمت شمال امتداد می‌یابند ۳۲۰ کیلومتر (۲۰۰ مایل) و به سمت شرق حداکثر برای حدود ۲۷۰ کیلومتر (۱۷۰ مایل) با چندین مکان برای استخراج مواد معدنی صنعتی و چوب. غنا خانهٔ پنج منطقهٔ زیست‌محیطی زمینی است: جنگل‌های گینه شرقی، جنگل گینه ساوانا، ساوانای سودان غربی، منگروهای آفریقای مرکزی و حرا گینه.
غنا شامل دشتها، آبشارها، تپه‌های کم ارتفاع، رودخانه‌ها، جزیرهٔ دودی و جزیرهٔ بوبوواسی در ساحل جنوبی اقیانوس اطلس است.
رودخانهٔ ولتای سفید و دیگر شاخهٔ آن ولتای سیاه، به سمت جنوب غنا سرازیر می‌شوند و به دریاچهٔ ولتا می‌ریزند. این دریاچه سومین مخزن بزرگ سد بر پایهٔ حجم و بزرگ‌ترین برپایهٔ مساحت سطح است که روی آن سد آکوسومبو قرار دارد، که در سال ۱۹۶۵ تکمیل شد. رودخانهٔ ولتا از طریق دریاچهٔ ولتا به اقیانوس اطلس در خلیج گینه می‌ریزد.

### آب‌وهوا
اقلیم غنا گرمسیری است و دو فصل اصلی دارد: فصل مرطوب و فصل خشک.
| داده‌های اقلیم غنا                 | داده‌های اقلیم غنا | داده‌های اقلیم غنا | داده‌های اقلیم غنا | داده‌های اقلیم غنا | داده‌های اقلیم غنا | داده‌های اقلیم غنا | داده‌های اقلیم غنا | داده‌های اقلیم غنا | داده‌های اقلیم غنا | داده‌های اقلیم غنا | داده‌های اقلیم غنا | داده‌های اقلیم غنا | داده‌های اقلیم غنا |
| ماه                               | ژانویه            | فوریه             | مارس              | آوریل             | مه                | ژوئن              | ژوئیه             | اوت               | سپتامبر           | اکتبر             | نوامبر            | دسامبر            | سال               |
| --------------------------------- | ----------------- | ----------------- | ----------------- | ----------------- | ----------------- | ----------------- | ----------------- | ----------------- | ----------------- | ----------------- | ----------------- | ----------------- | ----------------- |
| میانگین بیش‌ترین °C (°F)           | ۳۰٫۱ (۸۶)         | ۳۱٫۲ (۸۸)         | ۳۱٫۶ (۸۹)         | ۳۱٫۰ (۸۸)         | ۳۰٫۰ (۸۶)         | ۲۸٫۳ (۸۳)         | ۲۷٫۱ (۸۱)         | ۲۶٫۸ (۸۰)         | ۲۷٫۴ (۸۱)         | ۲۸٫۶ (۸۳)         | ۳۰٫۰ (۸۶)         | ۲۹٫۵ (۸۵)         | ۲۹٫۲ (۸۵)         |
| میانگین کم‌ترین °C (°F)            | ۲۴٫۵ (۷۶)         | ۲۵٫۸ (۷۸)         | ۲۶٫۲ (۷۹)         | ۲۶٫۲ (۷۹)         | ۲۵٫۴ (۷۸)         | ۲۴٫۶ (۷۶)         | ۲۳٫۵ (۷۴)         | ۲۳٫۲ (۷۴)         | ۲۳٫۶ (۷۴)         | ۲۴٫۲ (۷۶)         | ۲۴٫۳ (۷۶)         | ۲۴٫۱ (۷۵)         | ۲۴٫۶ (۷۶)         |
| بارندگی میلی‌متر (اینچ)            | ۱۳٫۶ (۰٫۵۴)       | ۴۰٫۳ (۱٫۵۹)       | ۸۸٫۲ (۳٫۴۷)       | ۱۱۵٫۷ (۴٫۵۶)      | ۱۶۰٫۷ (۶٫۳۳)      | ۲۱۰٫۴ (۸٫۲۸)      | ۱۲۱٫۳ (۴٫۷۸)      | ۸۸٫۹ (۳٫۵)        | ۱۳۳٫۰ (۵٫۲۴)      | ۱۲۸٫۱ (۵٫۰۴)      | ۵۶٫۵ (۲٫۲۲)       | ۲۴٫۶ (۰٫۹۷)       | ۱٬۱۸۴٫۱ (۴۶٫۶۲)   |
| میانگین روزهای بارانی             | ۲                 | ۲                 | ۵                 | ۷                 | ۱۱                | ۱۴                | ۷                 | ۶                 | ۸                 | ۹                 | ۴                 | ۲                 | ۷۷                |
| درصد رطوبت                        | ۷۹                | ۷۷                | ۷۷                | ۸۰                | ۸۲                | ۸۵                | ۸۵                | ۸۳                | ۸۲                | ۸۳                | ۸۰                | ۷۹                | ۸۵                |
| میانگین روزانه ساعت‌های تابش آفتاب | ۲۱۴               | ۲۰۴               | ۲۲۳               | ۲۱۳               | ۲۱۱               | ۱۴۴               | ۱۴۲               | ۱۵۵               | ۱۷۱               | ۲۲۰               | ۲۴۰               | ۲۳۵               | ۲٬۳۷۲             |
| منبع: weatherbase.com             |                   |                   |                   |                   |                   |                   |                   |                   |                   |                   |                   |                   |                   |

## حکومت و سیاست

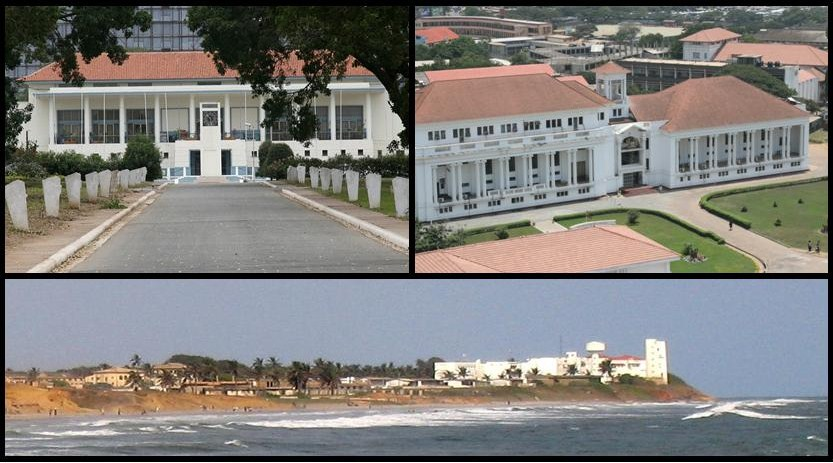
ساختمان‌های مجلس غنا، دادگاه عالی غنا و قوه قضاییه غنا و کاخ ریاست‌جمهوری.

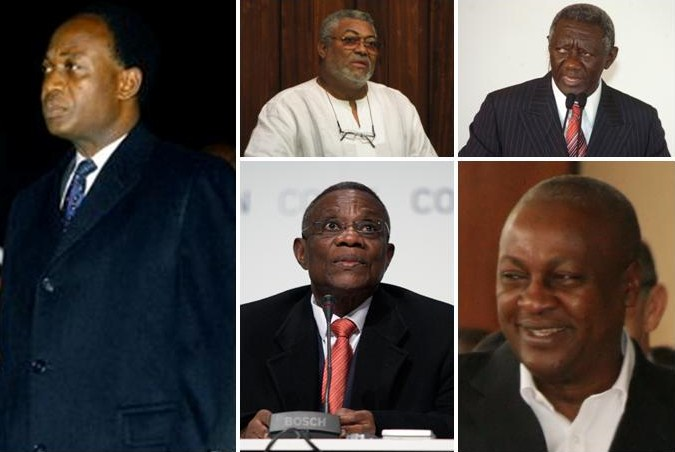
اولین رئیس‌جمهور غنا نکرومه و رئیس‌جمهور اول، دوم، سوم و چهارم جمهوری چهارم غنا جری راولینگز، جان کوفور، جان آتا میلز، و جان درامانی ماهاما

غنا جمهوری ریاستی یکپارچهٔ لیبرال دموکراسی با یک نظام چندحزبی پارلمانی است که تحت سلطهٔ دو حزب کنگرهٔ ملی دموکرات (NDC) و حزب میهن‌پرستان جدید (NPP) قرار دارد. غنا تا ژانویهٔ ۱۹۹۳ به تناوب بین دولت‌های غیرنظامی و نظامی تغییر می‌کرد، که دولت نظامی پس از انتخابات ریاست جمهوری ۱۹۹۲ و انتخابات پارلمانی ۱۹۹۲ جای خود را به جمهوری چهارم غنا داد. قانون اساسی غنا در سال ۱۹۹۲، اختیارات را میان نیروهای مسلح، مجلس، دولت، شورای دولتی، و یک قوه قضاییهٔ مستقل تقسیم می‌کند. دولت غنا هر چهار سال یکبار با حق رأی عمومی انتخاب می‌شود.
نانا آکوفو-آدودو در انتخابات سراسری که در ۷ دسامبر ۲۰۱۶ برگزار شد، با شکست دادن جان درامانی ماهاما مقام ریاست جمهوری را به دست آورد و در ۷ ژانویهٔ ۲۰۱۷ سوگند یاد کرد. او همچنین در انتخابات ۲۰۲۰ پیروز شد و متعاقباً در ۷ ژانویه ۲۰۲۱ سوگند یاد کرد.
روسای جمهور محدود به دو دورهٔ چهار ساله هستند. غنا هرگز رئیس‌جمهور زن نداشته است.
شاخص آسیب‌پذیری کشورها در سال ۲۰۱۲ نشان داد که غنا در رتبهٔ ۶۷مین کشور کمتر شکننده در جهان و پنجمین کشور کمتر شکننده در آفریقا قرار دارد. غنا در این شاخص در بین ۱۷۷ کشور در رتبهٔ ۱۱۲ قرار دارد.

### روابط خارجی

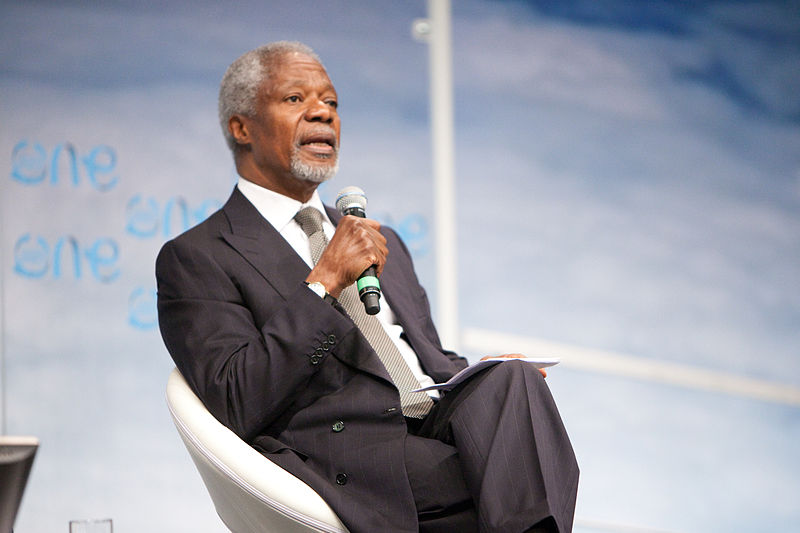
کوفی عنان، دیپلمات غنائی و دبیرکل سازمان ملل متحد در سالهای ۱۹۹۷–۲۰۰۶

غنا از زمان استقلال به آرمان‌های جنبش عدم تعهد وفادار بوده و یکی از اعضای مؤسس جنبش عدم تعهد است. غنا طرفدار همکاری‌های سیاسی و اقتصادی بین‌المللی و منطقه ای است و یکی از اعضای فعال سازمان ملل متحد و اتحادیه آفریقا محسوب می‌شود.
غنا روابط قوی با ایالات متحده دارد. سه رئیس‌جمهور اخیر آمریکا (بیل کلینتون، جرج دابلیو. بوش، و باراک اوباما) سفرهای دیپلماتیک به غنا داشتند. بسیاری از دیپلمات‌ها و سیاستمداران غنا در سازمان‌های بین‌المللی نقض فعال دارند، از جمله کوفی عنان دبیرکل سازمان ملل متحد.
در سپتامبر ۲۰۱۰، رئیس‌جمهور سابق غنا جان آتا میلز در یک سفر رسمی از چین دیدن کرد. میلز و رئیس‌جمهور سابق چین هو جینتائو، پنجاهمین سالگرد روابط دیپلماتیک بین دو کشور را در تالار بزرگ خلق در ۲۰ سپتامبر ۲۰۱۰ جشن گرفتند.
ششمین رئیس‌جمهور ایران، محمود احمدی‌نژاد در ۱۶ آوریل ۲۰۱۳ برای گفتگو در مورد تقویت جنبش عدم تعهد و همچنین همکاری مشترک در یک نشست دوجانبه بین غنا و ایران در کاخ ریاست‌جمهوری غنا با جان درامانی ماهاما رئیس‌جمهور غنا دیدار کرد.
تعدادی از نهادهای وابسته به سازمان ملل متحد در غنا دفتر دارند که عبارتند از فائو، صندوق بین‌المللی توسعه کشاورزی، سازمان بین‌المللی کار، سازمان بین‌المللی دریانوردی، برنامه مشترک ملل متحد در زمینه ایدز، برنامه عمران ملل متحد، یونسکو، صندوق جمعیت سازمان ملل متحد، کمیساریای عالی سازمان ملل متحد برای پناهندگان، یونیسف، سازمان توسعه صنعتی ملل متحد، دفتر مقابله با مواد مخدر و جرم سازمان ملل متحد، برنامه جهانی غذا و سازمان جهانی بهداشت.

### تقسیمات کشوری
غنا به ۱۶ منطقه تقسیم شده است و این مناطق نیز به ۲۷۵ ناحیه تقسیم می‌شوند:

منطقه‌های غنا

| منطقه            | مساحت (km2) | مرکز            |
| ---------------- | ----------- | --------------- |
| منطقه آهافو      | ۵٬۱۹۳       | گواسو           |
| منطقه آشانتی     | ۲۴٬۳۸۹      | کوماسی          |
| منطقه بونو       | ۱۱٬۱۰۷      | سونیانی         |
| منطقه بونو شرقی  | ۲۳٬۲۵۷      | تکیمان          |
| منطقه مرکزی      | ۹٬۸۲۶       | کیپ کوست        |
| منطقه شرقی       | ۱۹٬۳۲۳      | کوفوریدوئا      |
| منطقه آکرای بزرگ | ۳٬۲۴۵       | آکرا            |
| منطقه شمالی      | ۲۵٬۴۴۸      | تامالی          |
| منطقه شمال شرقی  | ۹٬۰۷۴       | نالریگو         |
| منطقه اوتی       | ۱۱٬۰۶۶      | دامبای          |
| منطقه ساوانا     | ۳۵٬۸۶۲      | دامونگو         |
| منطقه شرق علیا   | ۸٬۸۴۲       | بولگاتانگا      |
| منطقه غرب علیا   | ۱۸٬۴۷۶      | وا              |
| منطقه ولتا       | ۹٬۵۰۴       | هو              |
| منطقه غربی       | ۱۳٬۸۴۷      | سکوندی-تاکورادی |
| منطقه شمال غربی  | ۱۰٬۰۷۴      | ویاوسو          |

### حقوق بشر

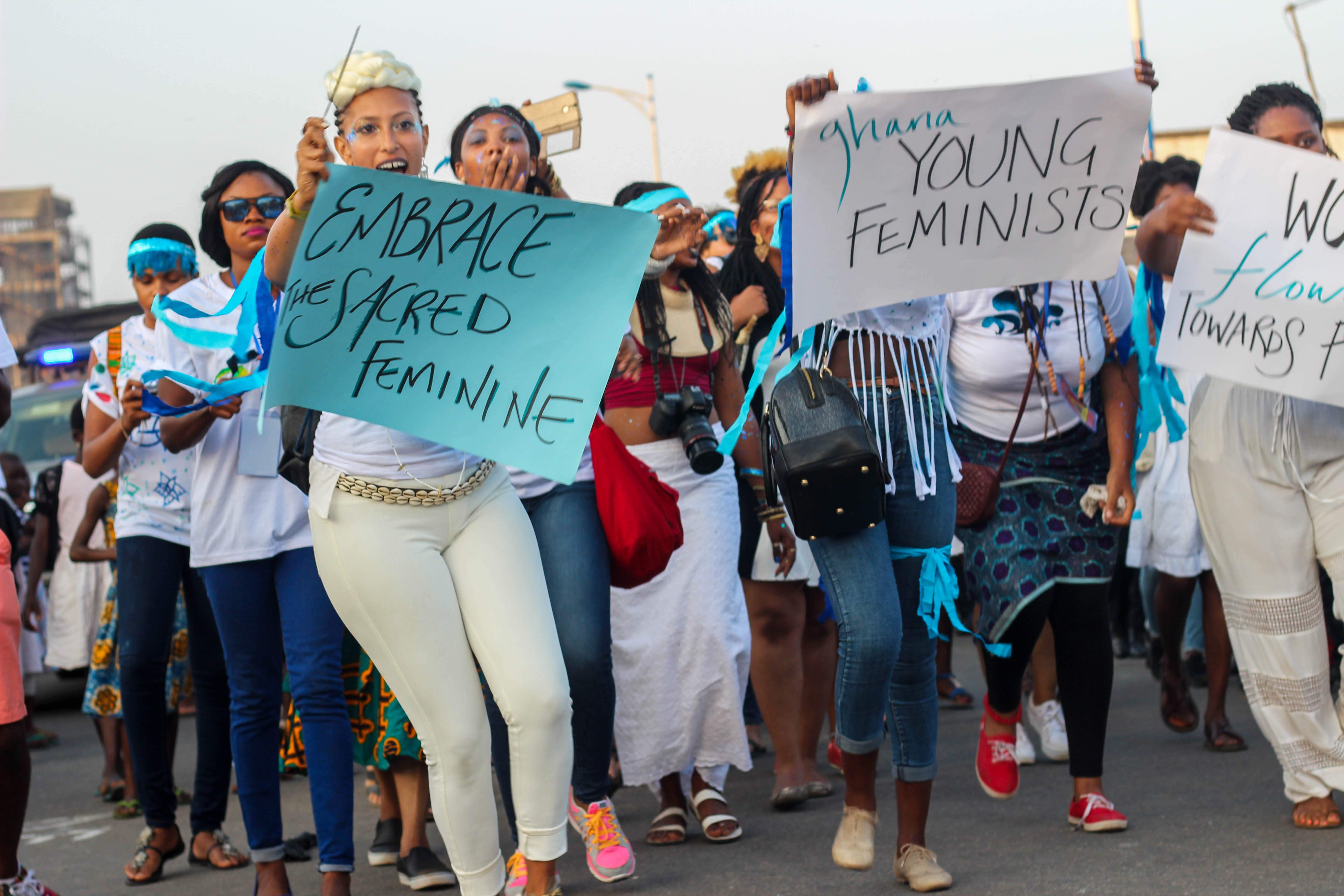
گروهی از زنان فمنیست غنا در اعتراضات سراسری

همجنس‌گرایی از نظر قانونی در غنا ممنوع است. بر اساس نظرسنجی سال ۲۰۱۳ توسط مرکز تحقیقات پیو، ۹۶ درصد از مردم غنا معتقدند که همجنسگرایی نباید توسط جامعه پذیرفته شود.
گاهی زنان پیر در غنا به افسونگری متهم می‌شوند، به ویژه در روستاها. مسائل جادوگری عمدتاً به عنوان حدس و گمان مبتنی بر خرافات درون خانواده‌ها باقی می‌ماند. در برخی از مناطق شمال غنا، مواردی وجود دارد که اردوگاه جادوگران نامیده می‌شوند. گفته می‌شود که در مجموع حدود ۱۰۰۰ نفر که متهم به جادوگری هستند، در این مکان نگهداری می‌شوند. دولت غنا اعلام کرده که قصد دارد این کمپ‌ها را تعطیل کند.

## اقتصاد

تغییر در سرانهٔ تولید ناخالص داخلی غنا، ۱۸۷۰–۲۰۱۸. ارقام بر اساس تورم با دلار بین‌المللی ۲۰۱۱ تعدیل شده‌اند.

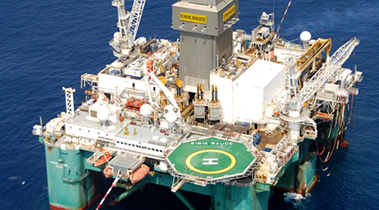
میدان گازی شرکت ملی نفت غنا

اقتصاد غنا دارای منابع غنی و متنوعی است، از جمله تولید و صادرات کالاهای فناوری دیجیتال، ساخت و ساز خودرو و کشتی و صادرات منابعی مانند هیدروکربن‌ها و مواد معدنی صنعتی. این تنوع باعث شده تا غنا یکی از بالاترین کشورها بر پایهٔ سرانهٔ تولید ناخالص داخلی در غرب آفریقا را داشته باشد. با توجه به تغییر پایه تولید ناخالص داخلی غنا، این کشور در سال ۲۰۱۱ به سریع‌ترین رشد اقتصادی در جهان تبدیل شد.
اقتصاد داخلی غنا در سال ۲۰۱۲ حول محور خدمات بود که ۵۰ درصد تولید ناخالص داخلی را تشکیل می‌داد و ۲۸ درصد از نیروی کار را به کار می‌گرفت. علاوه بر صنعتی شدن مرتبط با مواد معدنی و نفت، توسعهٔ صنعتی در غنا همچنان اساسی است و اغلب با پلاستیک (مانند صندلی، کیسه‌های پلاستیکی، تیغ و خودکار) همراه است. ۵۳٫۶ درصد از نیروی کار غنا در سال ۲۰۱۳ در بخش کشاورزی مشغول به کار بودند.
غنا در ژوئیهٔ ۲۰۰۷ با بازتعریف پول خود، سدی (₵) را به سدی عنا (GH₵) تغییر داد. نرخ تبدیل ۱ سدی غنا به ازای هر ۱۰٫۰۰۰ سدی است.
غنا پس از پیشی گرفتن از آفریقای جنوبی در سال ۲۰۱۹، بزرگ‌ترین تولیدکنندهٔ طلای آفریقا، و دومین تولیدکنندهٔ بزرگ کاکائو (پس از ساحل عاج) است. غنا همچنین سرشار از معادن الماس، منگنز، بوکسیت، و نفت است.